# Rabat-Salé-Kénitra
Rabat-Salé-Kenitra (arabisk: الرباط-سلا-القنيطرة; berbisk: Eṛṛbaṭ-Sla-Qniṭra) er en af de tolv administrative regioner i Marokko. Den ligger i det nordvestlige Marokko og har en befolkning på 4.580.866 (folketælling fra 2014). Hovedstaden er Rabat.

## Historie
Rabat-Salé-Kenitra blev oprettet i september 2015 ved at fusionere Rabat-Salé-Zemmour-Zaer med regionen Gharb-Chrarda-Béni Hssen.

## Inddeling
Regionen består af følgende provinser og præfekturer:
- Rabat-præfektur
- Salé-præfekturet
- Skhirate-Témara-præfekturet
- Kénitra-provinsen
- Sidi Kacem-provinsen
- Sidi Slimane Province
- Khemisset-provinsen